# Lào Cai (Stadt)
Lào Cai ist eine Provinzstadt (thành phố trực thuộc tỉnh) im Nordwesten Vietnams und Hauptstadt der gleichnamigen Provinz Lào Cai. Sie liegt direkt an der Grenze zum chinesischen Bezirk Honghe gegenüber der Stadt Hékǒu (chinesisch 河口镇, vietn. Hà Khẩu) an der Mündung des Nậm Thi bzw. Nam Ti (chinesisch 南溪河, Nanxi He) in den Roten Fluss.

## Namensherkunft
Der Begriff Lào Kay wurde von der französischen Kolonialverwaltung verwendet und von den Vietnamesen Lào Cai ausgesprochen. In der Schreibweise Lào Cai ist es seit November 1950 offizielle Bezeichnung der Stadt.
Eine der Theorien für den Ursprung dieses Namens ist Folgende: auf dem Gebiet des heutigen Stadtteils Cốc Lếu bestand ein alter Marktflecken, aus dem eine Handelsstadt entstand, die „Lão Nhai“ genannt wurde (老街, heute Phố Cũ, Altstadt). „Lão“ oder „Lạo“ ist der Name einer ethnischen Gruppe, und Lão Nhai wird in der Bedeutung „Stadt der Lão/Lạo“ gesehen. „Lao Kaù“ hieß ein Kanonenboot, mit dem der Abenteurer und Händler Jean Dupuis im Januar 1873 auf dem Roten Fluss eine Marine-Expedition in die chinesische Provinz Yunnan unternahm. Nach dem Historiker Đào Duy Anh war dieser Name von Lão Nhai abgeleitet. Von Lao Kaù sollen die Franzosen dann wiederum auf ihren Dokumenten und Landkarten die Schreibweise Lào Kay abgeleitet haben.

## Verwaltungsgliederung
Die jetzige Stadt wurde 2004 durch den Zusammenschluss von Lào Cai mit der sieben Kilometer entfernten Zwillingsstadt Cam Đường gegründet. Sie ist in zwölf Stadtteile (phường) und fünf Gemeinden eingeteilt. Die Stadtteile sind Lào Cai, Phố Mới, Duyên Hải, Cốc Lếu, Kim Tân, Pom Hán, Bắc Lệnh, Thống Nhất, Xuân Tăng, Bắc Cường, Nam Cường und Bình Minh, die Gemeinden Vạn Hòa, Đồng Tuyển, Cam Đường, Tả Phời und Hợp Thành.

## Verkehr
Die Stadt ist ein wichtiger Verkehrsknotenpunkt an der Yunnan-Bahn, da hier der Personenverkehr aus Richtung Hanoi endet. Auf chinesischer Seite wurde dieser 2003 eingestellt. Güterverkehr findet allerdings nach wie vor in die Yunnan-Provinz statt, so dass die Stadt zusammen mit dem benachbarten Hékǒu auch einen Umschlagplatz darstellt.
Zwischen Lào Cai und Hekou gibt es drei Grenzübergänge:
- Die Eisenbahnbrücke über den Nanxi He verbindet die Eisenbahnstrecke Kunming–Yuxi–Hekou und ihren unveränderten vietnamesischen Abschnitt zwischen Lào Cai und Hanoi bzw. Haiphong.
- Die etwas flussabwärts von ihr stehende Straßenbrücke Cầu Hồ Kiều II ist der Grenzübergang für die G 326 und die QL.70.
- Die Cầu Kim Thành (Brücke über den Roten Fluss) weiter in Norden ist der für den Güterverkehr wichtigste Grenzübergang.

## Söhne und Töchter der Stadt
- Vũ Thị Ly (* 1995), Leichtathletin

## Galerie

Galerie
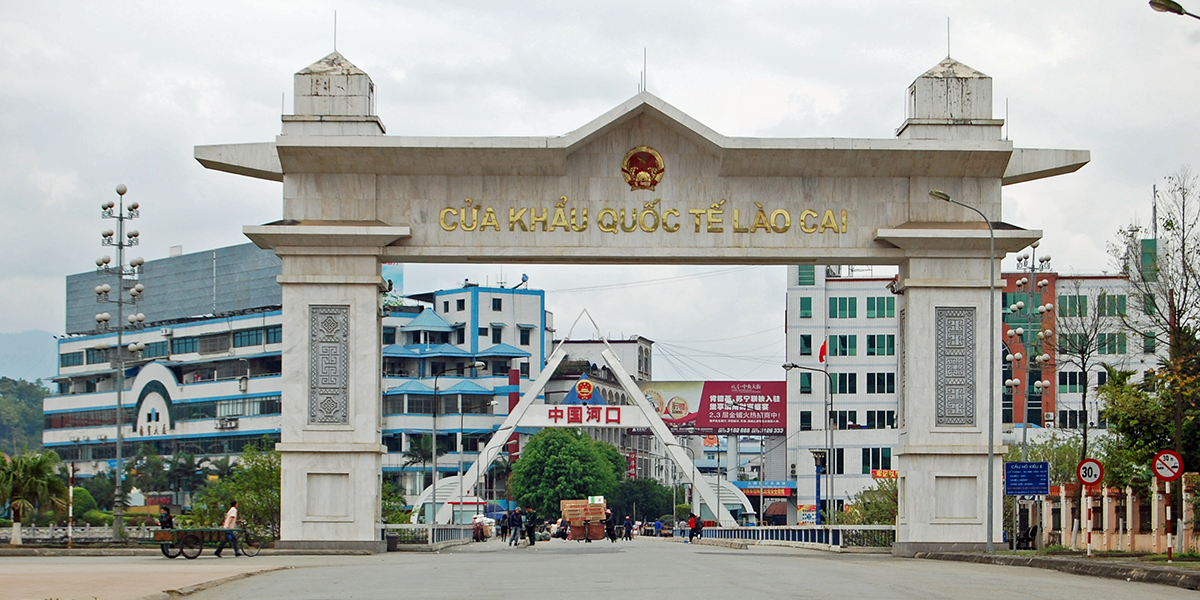
Grenzübergang nach China, Blick von Lào Cai nach Hékǒu
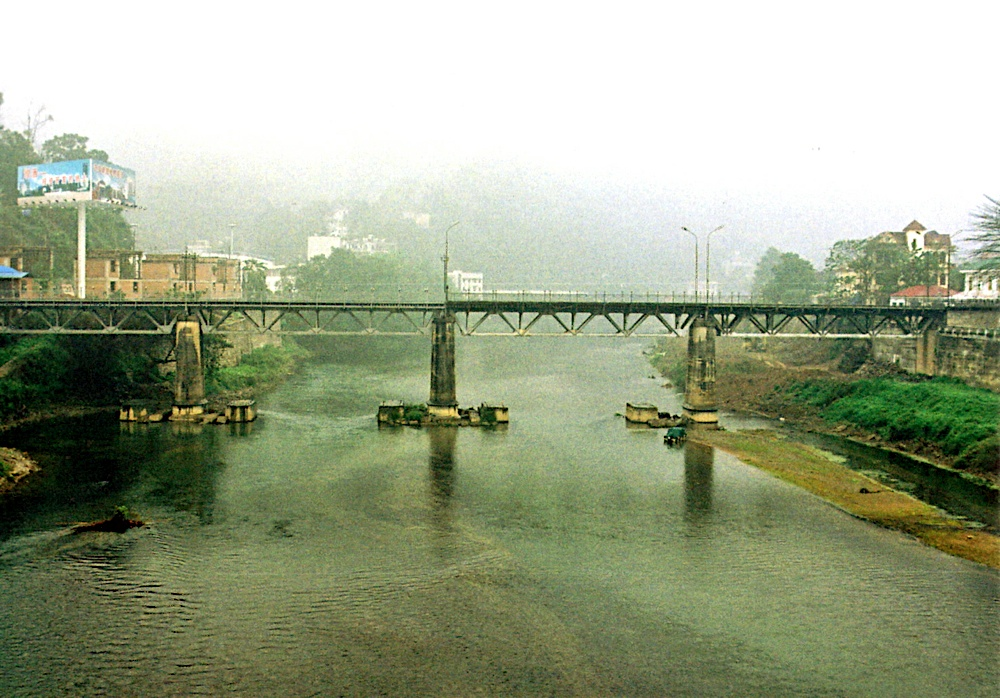
Alte Grenzbrücke zwischen Hekou und Lào Cai
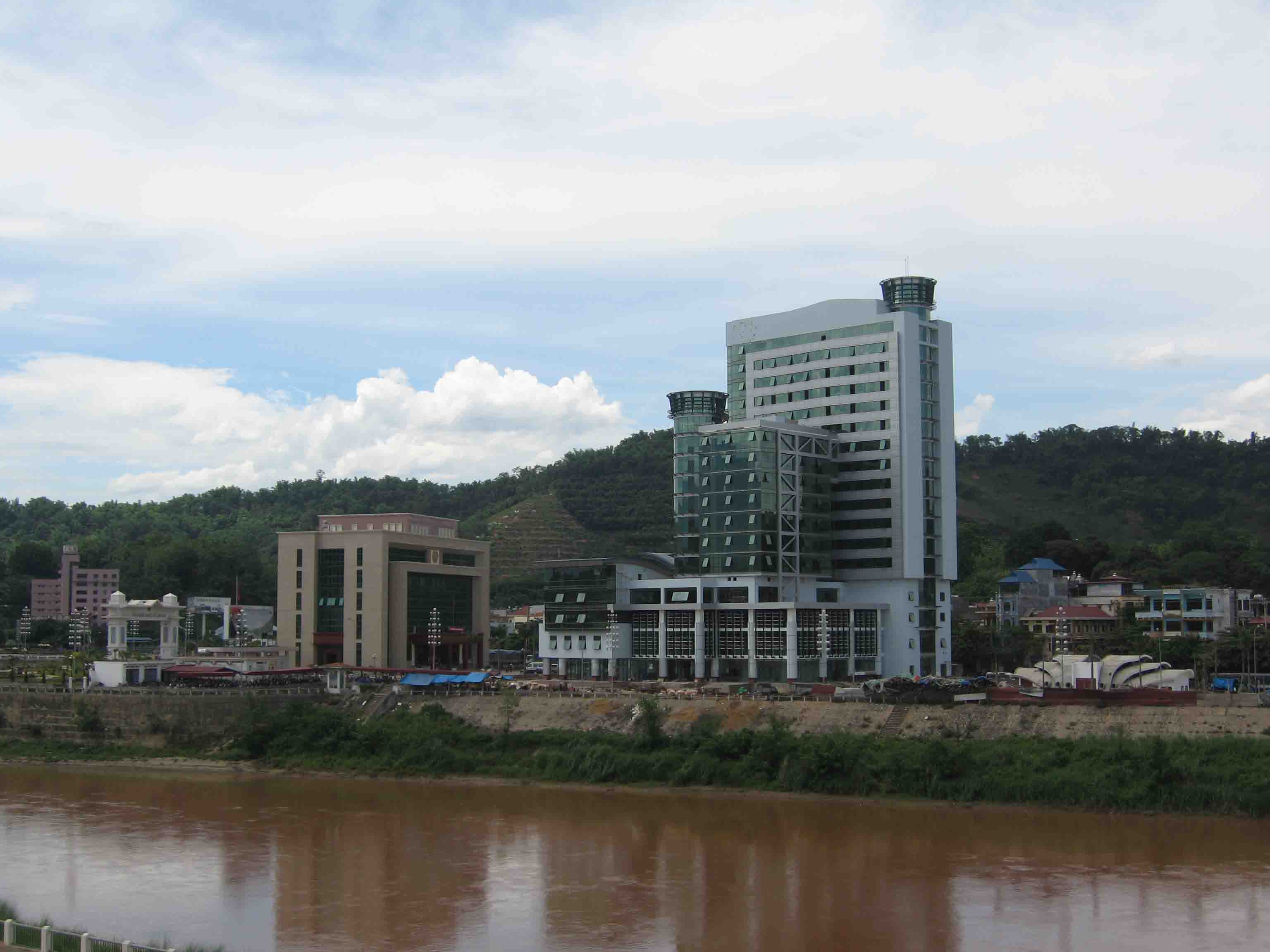
Blick von Hékǒu nach Lào Cai
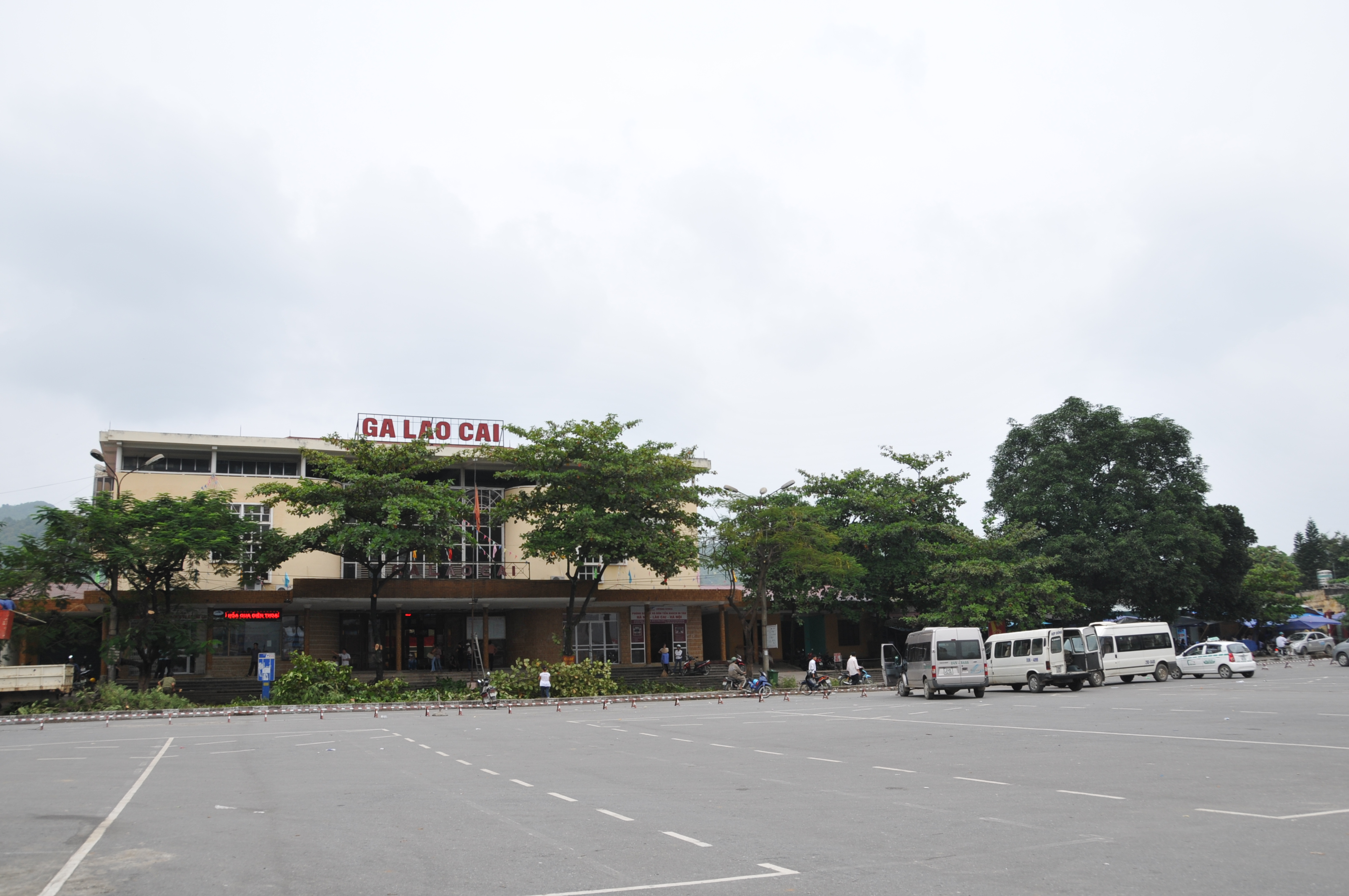
Bahnhof Lào Cai
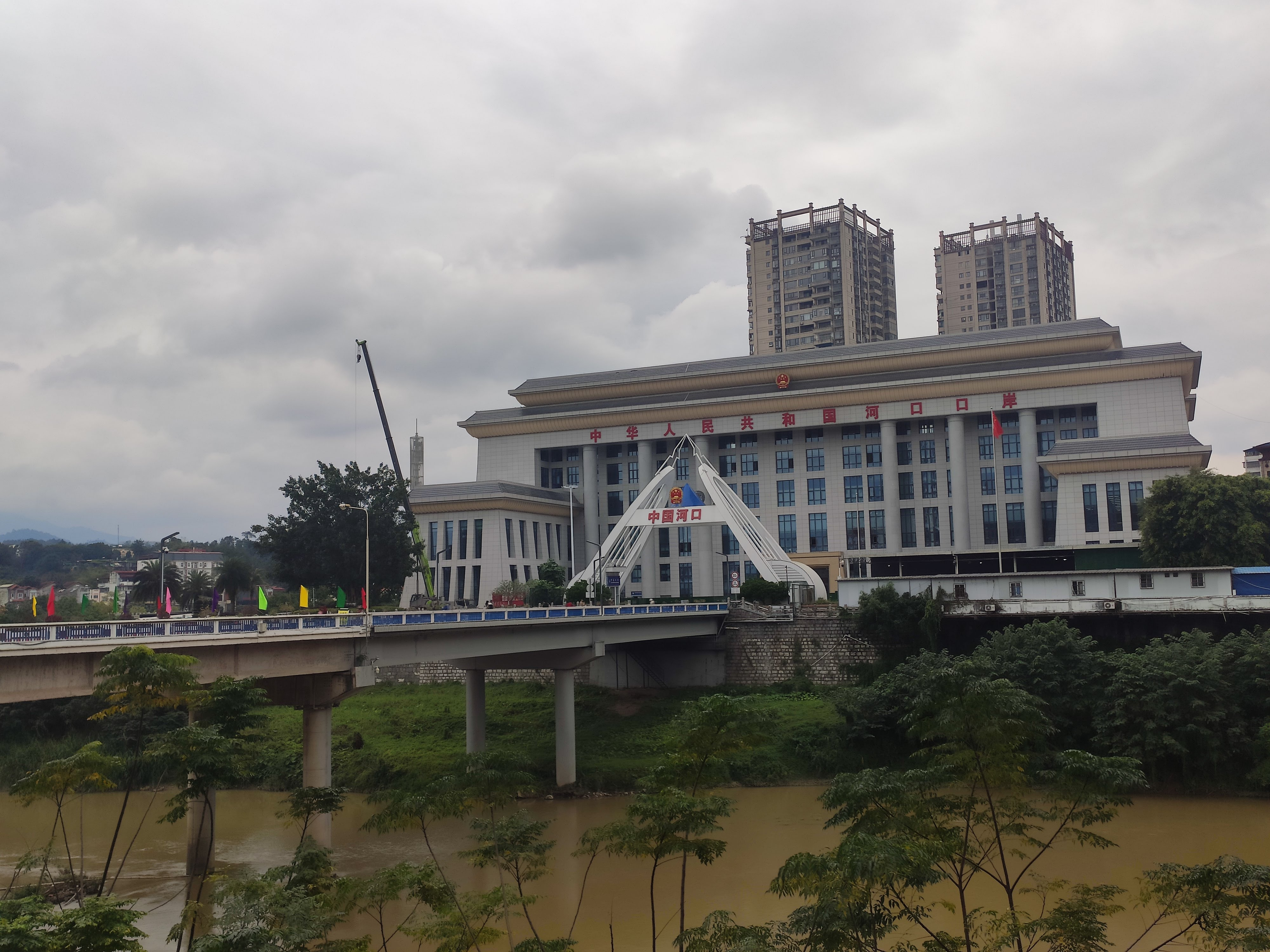
Grenzübergang Lào Cai zu China (2024)